# گلاکسواسمیت‌کلاین
گلاکسواسمیت‌کلاین (به انگلیسی: GlaxoSmithKline) شرکت داروسازی چندملیتی بریتانیایی و تولیدکنندهٔ انواع محصولات بهداشتی می‌باشد، که دفتر مرکزی آن، در شهر لندن، انگلستان قرار دارد. شرکت گلاکسواسمیت‌کلاین، در سال ۲۰۰۹ از لحاظ میزان فروش دارو، پس از فایزر، نوارتیس و سانوفی به عنوان چهارمین شرکت دارویی جهان، انتخاب شد.
این شرکت، در سال ۲۰۰۰ با ادغام شرکت گلاکسو ولکام' و شرکت اسمیت‌کلاین بیچام، تأسیس شد. شرکت گلاکسو ولکام، خود از طریق خرید شرکت ولکام پی‌ال‌سی، توسط شرکت گلاکسو، سپس ادغام دو شرکت، تشکیل شده‌بود. شرکت اسمیت‌کلاین بیچام نیز، از ادغام دو شرکت بیچام پی‌ال‌سی و اسمیت‌کلاین بکمن (که خود حاصل ادغام شرکت فرانسوی اسمیت کلاین و بکمن کمپانی بود) راه‌اندازی شده‌است. شرکت گلاکسواسمیت‌کلاین، طیف وسیعی از داروها را، تولید می‌نماید، که برای بیماری‌هایی مانند: آسم، سرطان، کنترل ویروس‌ها، عفونتها، سلامت روانی، دیابت و بیماری‌های دستگاه گوارش استفاده می‌شوند.
این شرکت همچنین، دارای بخش تولید کالاها و محصولات بهداشت دهان و دندان و نیز تولید محصولات مراقبت‌های بهداشتی است که توسط شرکت‌های تابعهٔ گلاکسواسمیت‌کلاین، مدیریت می‌شوند. این شرکت‌ها عبارتند از: سنسوداین، بوست، هورلیکز و جاویزکن. شرکت گلاکسواسمیت‌کلاین در فهرست اولیهٔ بازار بورس لندن قرار دارد و به عنوان جزئی از شاخص اف‌تی‌اس‌ای ۱۰۰ محسوب می‌شود و در تاریخ ۶ ژوئیه ۲۰۱۲ با ارزش بازاری معادل ۷۴٫۸ میلیارد پوند، به عنوان پنجمین شرکت بزرگ فهرست شده در بورس اوراق بهادار لندن به حساب می‌آمد. این شرکت همچنین، در فهرست ثانویه از بازار بورس نیویورک ذکر شده‌است.
در سال ۲۰۱۲ میلادی، پرونده‌ای قضایی علیه این شرکت به جریان افتاد که بر طبق آن، گلاکسواسمیت‌کلاین تخلف خود را مبنی بر ارتقای داروها برای مصارف غیرمجاز به همراه گزارش‌نکردن ایمنی و عقب‌راندن پزشکان در ایالات متحده پذیرفت و موافقت کرد که مبلغ ۳ میلیارد دلار غرامت بپردازد. این پرونده بزرگترین پرونده تقلب در زمینهٔ بهداشت و سنگین‌ترین جریمهٔ اِعمال و اخذشده از یک شرکت دارویی تا به امروز است.

## نگارخانه

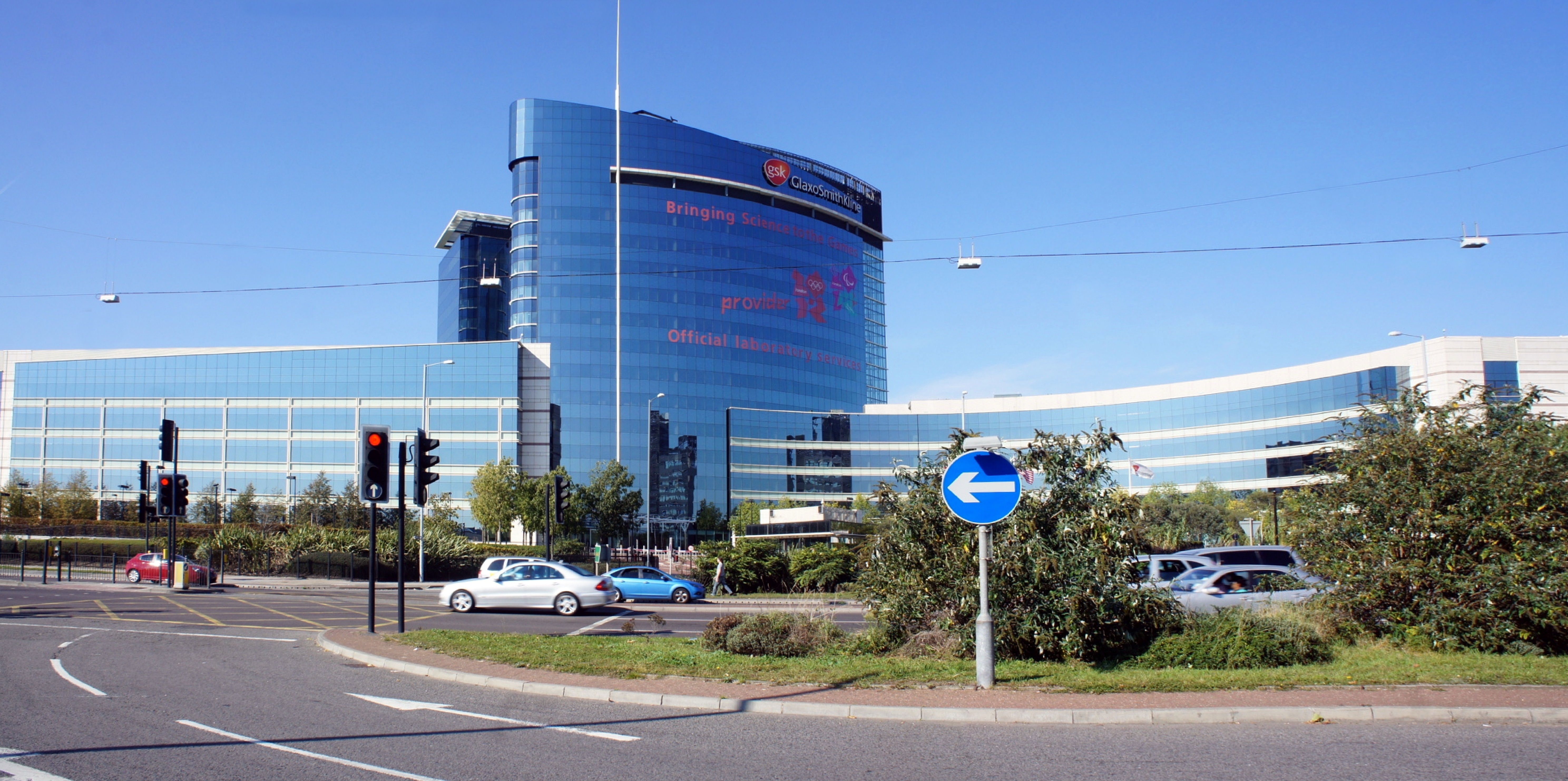
دفتر مرکزی گلاکسواسمیت‌کلاین، در برنتفورد، لندن